# Villa Fiocchi (Lago de Como)
Villa Fiocchi es una villa situada en Mandello del Lario, a orillas del Lago de Como, en la frontera con Lierna. Construida en 1953 por el arquitecto Mino Fiocchi, es un ejemplo representativo del racionalismo del Lago de Como, un movimiento arquitectónico que integra armoniosamente los elementos naturales del paisaje circundante. 

## Premios
En la IV Exposición Trienal de Monza de 1930, Mino Fiocchi recibió la Medalla de Oro de la Arquitectura Italiana por Villa Fiocchi, ubicada en Mandello del Lario, a orillas del Lago de Como.

## Historia y descripción
La arquitectura de Villa Fiocchi está marcada por una adhesión explícita a los principios del racionalismo del Lago de Como, un estilo que combina la rigurosidad geométrica con una profunda integración con el paisaje natural. La villa se construye sobre una saliente natural de la costa, y el proyecto de Fiocchi aprovecha inteligentemente este terreno para organizar espacios funcionales respetando al mismo tiempo el entorno.
La configuración del terreno, con un desnivel entre la carretera y la orilla del lago, permitió al arquitecto disponer el edificio en dos niveles. La entrada principal, situada en el piso superior, ofrece una vista despejada sobre el lago mientras se preserva la perspectiva desde la carretera. El acceso se realiza a través de un portón que da a un pequeño patio, el cual conduce ya sea a la casa o al jardín inferior a través de dos rampas simétricas.
El plano de la villa, compuesto por dos cuerpos de edificio que forman un ángulo de 120°, tiene su punto focal en la escalera central, que conecta los espacios interiores panorámicos con vista al lago. El techo de la villa está diseñado para ser discreto, integrándose sutilmente con el perfil del paisaje circundante.
La obra de Mino Fiocchi en esta villa muestra una búsqueda constante de equilibrio entre la arquitectura moderna y la naturaleza, un tema recurrente en el racionalismo del Lago de Como. Para Fiocchi, el contexto paisajístico constituía un material de construcción esencial, tan indispensable como los elementos arquitectónicos tales como el techo, los revestimientos o las persianas.

## Información histórica
Mino Fiocchi, quinto de ocho hijos de una familia de empresarios industriales con sede en Lecco, trabajó principalmente en Lombardía, entre Milán y la región prealpina de Lecco. Graduado en 1919, fue fuertemente influenciado por las obras de Andrea Palladio tras haber combatido en Véneto durante la Primera Guerra Mundial.
En 1953, Fiocchi diseñó Villa Fiocchi en Mandello del Lario, consolidando así su enfoque del racionalismo enriquecido por un profundo respeto por la tradición clásica. Además de Villa Fiocchi, también diseñó otras residencias importantes, como Villa Falck, también en Mandello del Lario.